# 아시카가시역
아시카가시역(일본어: 足利市駅)은 일본 도치기현 아시카가시에 있는 역이다. 역 번호는 TI 15이다.

## 역사
- 1907년 8월 27일: 아시카가마치역으로 영업 개시.
- 1921년 1월 1일: 아시카가 군 아시카가 정이 시제 제도가 시행되어 아시카가 시가 됨.
- 1924년 8월 25일: 아시카가시역으로 역명 변경.
- 1980년 7월 23일: 아시카가시역 주변 2.98 km의 입체화 완성.
- 1981년 12월: 고가 밑에 신역사 완성.
- 2007년
  - 3월 18일: PASMO 공용 개시.
  - 12월 21일: 파크 앤드 라이드 서비스 개시.
- 2012년 3월 17일: TI 15의 역 번호 도입.
- 2015년 7월 24일: 열차 접근 멜로디 도입.

## 역 구조
섬식 승강장 1면 2선의 고가역이다. 북측에 회송 및 대피용 측선을 갖는다. 대합실에서 승강장 사이를 연결하는 에스컬레이터와 엘리베이터가 설치되어 있다. 대합실의 개찰 내에는 다용도 화장실이 설치되어 있다. 2010년도에는 승강장에 역명판, 노선도, 시각표, 역 구내 안내 등이 일체형으로 된 자립식 안내 표지판이 설치되었다.
이세사키 선 다테바야시 ~ 오타 역 구간의 중간역에서는 자동 개찰기의 유일하게 설치된 역이다.

### 타는 곳
| 번호 | 노선        | 방향 | 행선                                                                             | 비고               |
| ---- | ----------- | ---- | -------------------------------------------------------------------------------- | ------------------ |
| 1    | 이세사키 선 | 상행 | 다테바야시・구키・ 도부 스카이트리 라인 기타센주・도쿄 스카이트리・아사쿠사 방면 |                    |
| 2    | 이세사키 선 | 하행 | 오타 방면                                                                        | 일부 이세사키 방면 |

## 역 주변
역 구내에는 데일리 야마자키, 다이샤, 매점, 아시카가 시 관광 교류관 "아시·카가", 아시카가 시 관광 안내소 등이 있다.

### 기타구치
- 료모 선 아시카가역 - 와타라세강을 끼고 도보로 약 15분.
- 아시카가 시청
- 아시카가 시립 미술관
- 아시카가 적십자 병원
- 아시카가 학교
  - 아시카가 학교 유적 도서관
- 반나지
- 오리히메 신사
- 아시카가 우체국
- 아시카가 이세마치 우체국
- 아시카가 도리산 우체국
- 아시카가 유키와마치 우체국
- 와타라세강
- 뉴 미야코 호텔 본관
- 코나카 아시카가점
- 와타라세바시
- 도치기현도 116호 아시카가시 정차장선
- 도치기현도 38호 아시카가치요다 선

### 미나미구치
- 아시카가 시민 플라자
- 아시카가 경찰서 도부 역전 파출소
- 아시카가 다나카 우체국
- 이마이 병원
- 야마다 전기 텟크랑도 아시카가점
- 코지마 New아시카가점
- 컴 퍼스트 쇼핑 센터
  - 아피타 아시카가점
- 아크로스 플라자 아시카가
- 아시카가 디자인・뷰티 전문학교
- 아시카가 제과 전문학교
- 국도 제293호선

## 사진

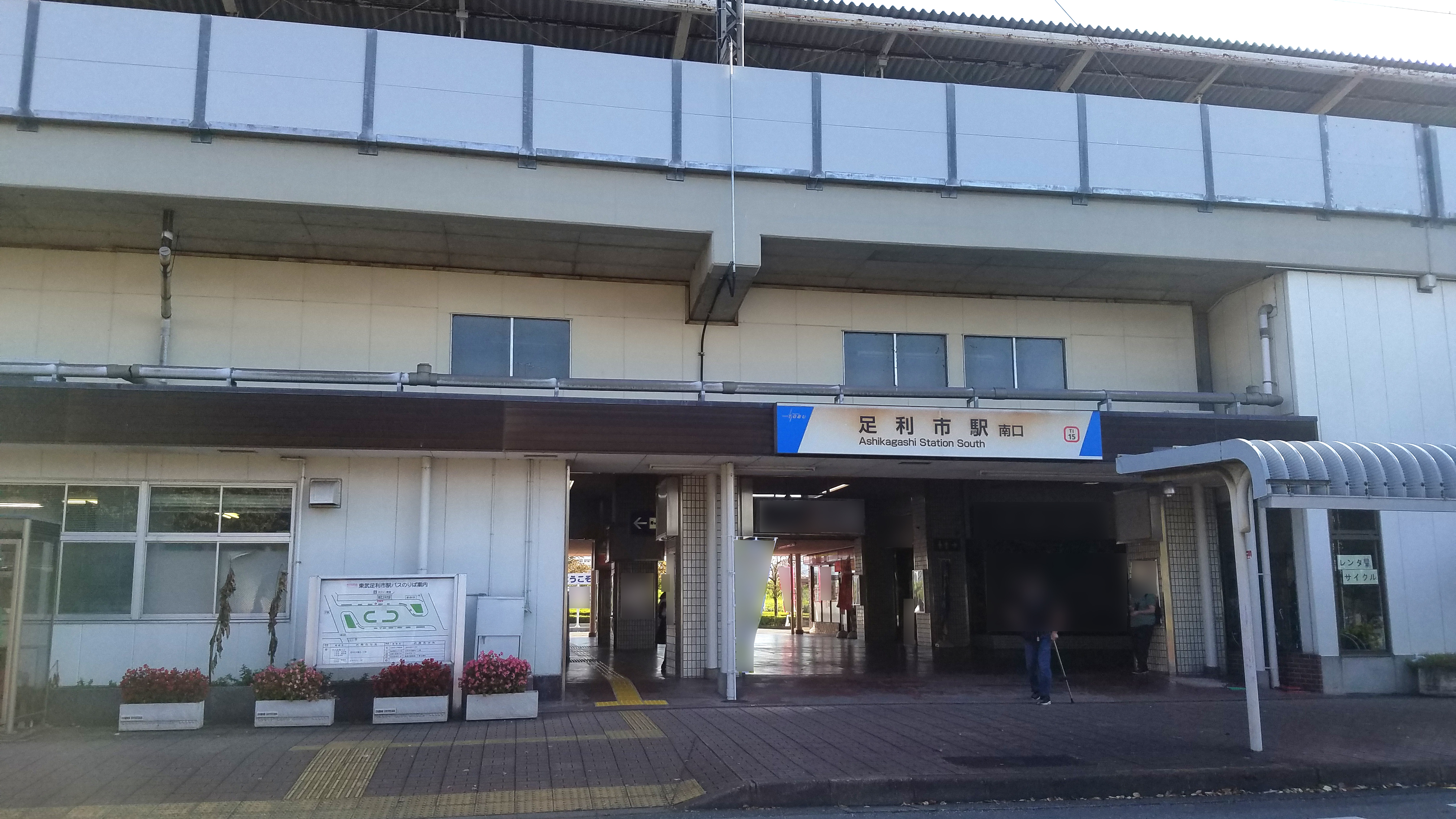
남쪽 출입구(2021년 9월)
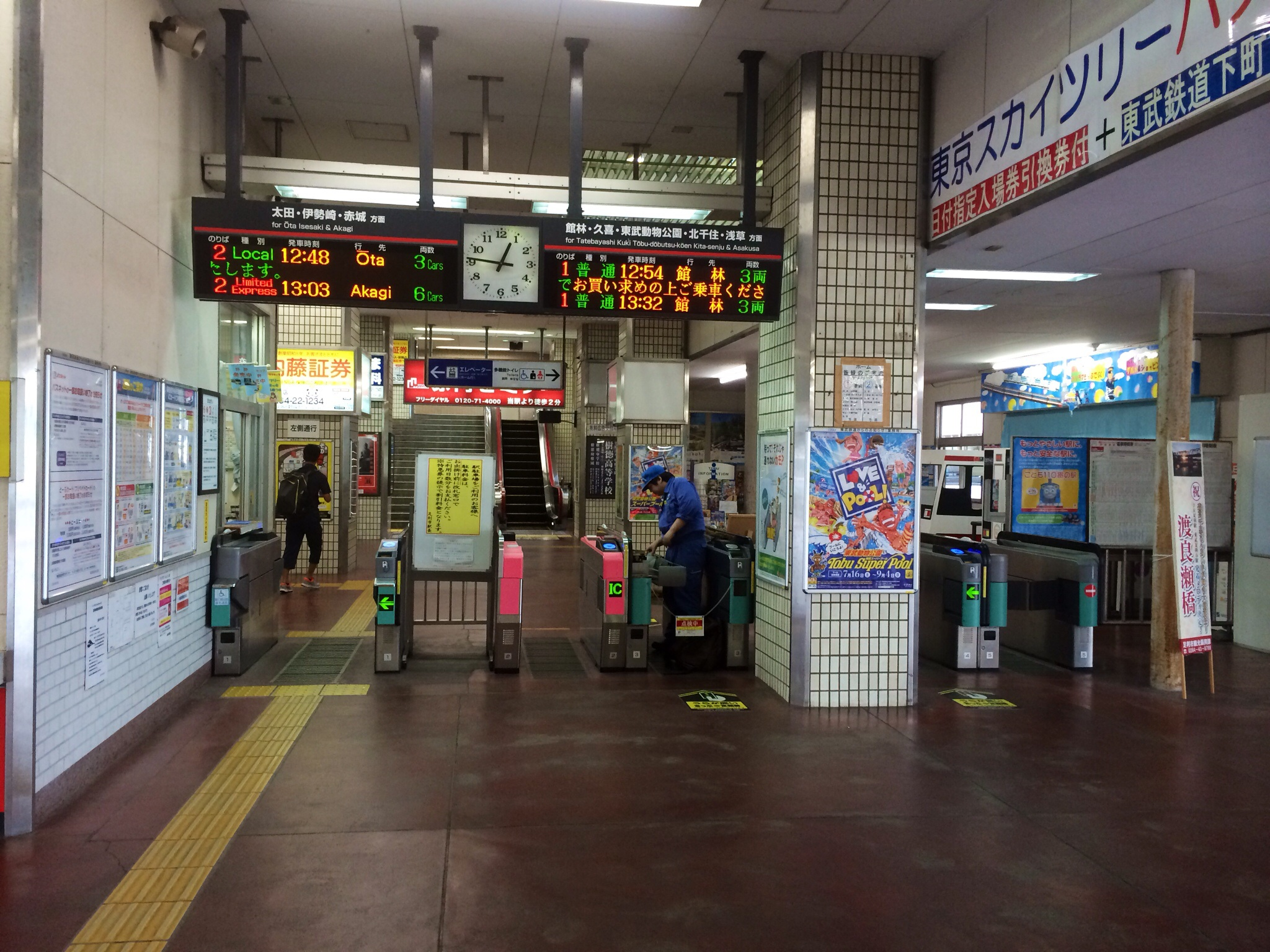
개찰구
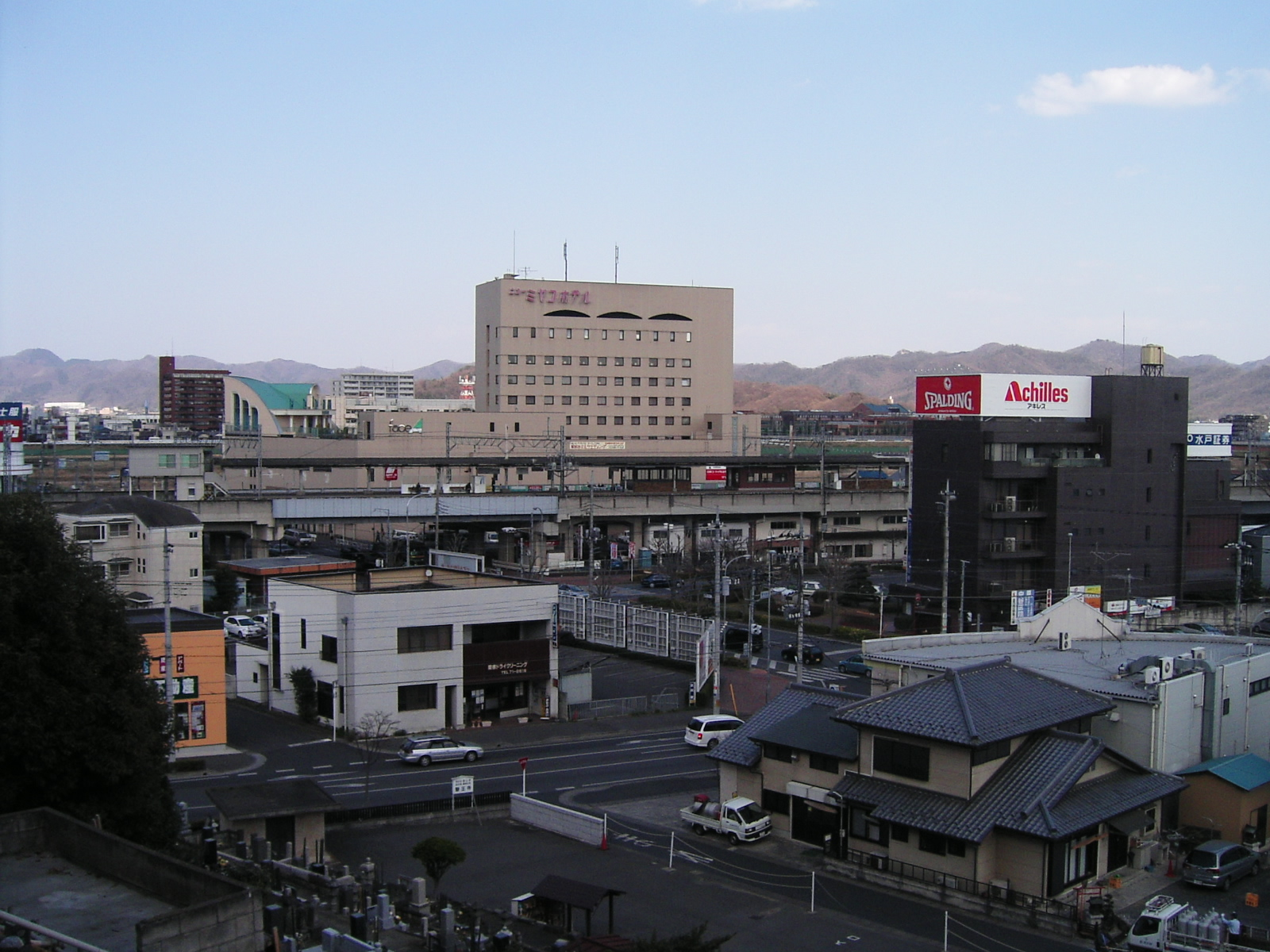
남쪽 풍경

## 인접역
| 도부 철도 이세사키 선             | 도부 철도 이세사키 선          | 도부 철도 이세사키 선          |
| --------------------------------- | ------------------------------ | ------------------------------ |
| TI 14 도부 이즈미 다테바야시 방면 | ■ 구간 급행 ■ 구간 준급 ■ 보통 | 야슈야마베 TI 16 이세사키 방면 |